# Клаус Зульценбахер
Клаус Зульценбахер  (нім. Klaus Sulzenbacher; нар. 3 лютого 1965) — австрійський лижний двоборець, олімпійський медаліст.

## Виступи на Олімпіадах
| Олімпіада       | Дисципліна | Місце |
| --------------- | ---------- | ----- |
| Сараєво 1984    | особисті   | 9     |
| Калгарі 1988    | командні   | 3     |
| Калгарі 1988    | особисті   | 2     |
| Альбервіль 1992 | командні   | 3     |
| Альбервіль 1992 | особисті   | 3     |